# Psychoglypha subborealis
Psychoglypha subborealis là một loài Trichoptera trong họ Limnephilidae. Chúng phân bố ở miền Tân bắc.